# Мочала (река)
Мочала — река в России, протекает в Оренбургской области.

## География и гидрология
Мочала — левобережный приток реки Умирка, её устье находится в 10 километрах от устья Умирки. Длина реки — 12 километров. Площадь водосборного бассейна — 103 км².
Мочала имеет правый приток — реку Боровка (впадает в 3,2 км от устья).

## Данные водного реестра
По данным государственного водного реестра России относится к Нижневолжскому бассейновому округу, водохозяйственный участок реки — Большой Кинель от истока и до устья, без реки Кутулук от истока до Кутулукского гидроузла. Речной бассейн реки — Волга от верхнего Куйбышевского водохранилища до впадения в Каспий.
Код объекта в государственном водном реестре — 11010000812112100007725.